# Chamaeota broadwayi
Chamaeota broadwayi är en svampart som beskrevs av Murrill 1917. Chamaeota broadwayi ingår i släktet Chamaeota och familjen Pluteaceae.   Inga underarter finns listade i Catalogue of Life.